# Àlex Crivillé
Àlex Crivillé Tapias (* 4. März 1970 in Barcelona) ist ein ehemaliger spanischer Motorradrennfahrer und zweifacher Weltmeister.

## Karriere

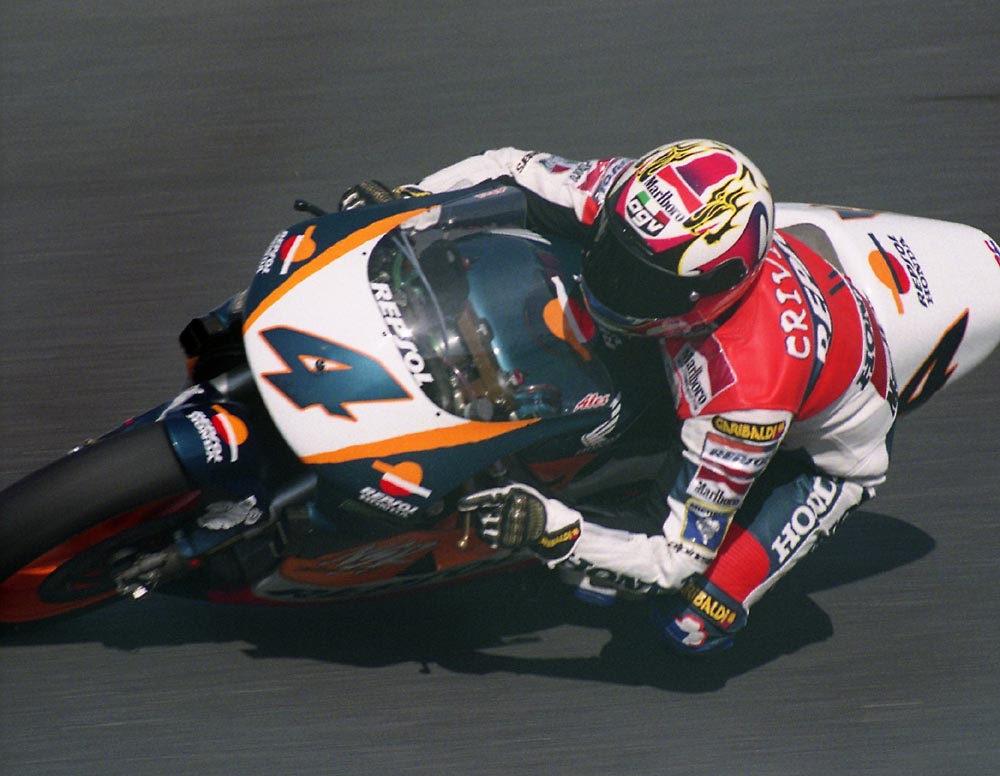
Àlex Crivillé (1996)

Crivillé belegte bei seinem ersten WM-Rennen 1987 in der 80-cm³-Klasse den zweiten Platz. Die Saison 1988 beendete er als Gesamt-Siebter und im Jahr darauf fuhr er seine erste komplette Saison bei den 125ern. Er gewann den Titel in dieser Klasse mit fünf Saisonsiegen im ersten Anlauf.
Zur Saison 1990 wechselte Crivillé in die Klasse bis 250 cm³. Nach zwei sieglosen Jahren stieg er in die 500-cm³-Klasse auf. Die Saison 1992 wurde er im Campsa Honda Team von Sito Pons WM-Achter mit einem Sieg in Assen. Im Jahr 1993 folgte ein weiterer achter WM-Platz, bevor Crivillé 1994 als Teamkollege von Mick Doohan bei Repsol-Honda zum Werksfahrer aufstieg. Er belegte 1995 und 1997 den vierten, 1998 den dritten und 1996 den zweiten WM-Rang.
Nach Doohans Karriereende ergriff Crivillé die sich ihm bietende Chance und holte mit sechs Siegen den WM-Titel 1999. Nach zwei durchwachsenen Saisons 2000 und 2001 wurde ihm jedoch von Honda gekündigt und durch den amtierenden Weltmeister Valentino Rossi ersetzt. Eine geplante MotoGP-Saison 2002 im D'Antin-Team scheiterte an gesundheitlichen Problemen. Crivillé trat daraufhin vom aktiven Rennsport zurück.

## Statistik

### Erfolge
- 1986 – Spanischer Meister 75-cm³-Criterium Solo Moto auf Honda
- 1987 – 80-cm³-EM-Dritter auf Derbi
- 1988 – 80-cm³-Vize-Weltmeister auf Derbi
- 1989 – 125-cm³-Weltmeister auf JJ Cobas
- 1996 – 500-cm³-Vize-Weltmeister auf Honda
- 1998 – 500-cm³-WM-Dritter auf Honda
- 1999 – 500-cm³-Weltmeister auf Honda
- 20 Grand-Prix-Siege

### Ehrungen
- Aufnahme in die MotoGP Hall of Fame

### In der Motorrad-Weltmeisterschaft
| Saison | Klasse  | Motorrad | Rennen | Siege | Podien | Punkte | Ergebnis    |
| ------ | ------- | -------- | ------ | ----- | ------ | ------ | ----------- |
| 1987   | 80 cm³  | Rieju    | 3      | –     | 1      | 12     | 11.         |
| 1988   | 80 cm³  | Rieju    | 7      | –     | 5      | 90     | 2.          |
| 1988   | 125 cm³ | Rieju    | 4      | –     | –      | 7      | 31.         |
| 1989   | 125 cm³ | JJ Cobas | 11     | 5     | 9      | 166    | Weltmeister |
| 1990   | 250 cm³ | Yamaha   | 14     | –     | –      | 76     | 11.         |
| 1991   | 250 cm³ | JJ Cobas | 15     | –     | –      | 51     | 13.         |
| 1992   | 500 cm³ | Honda    | 13     | 1     | 2      | 59     | 8.          |
| 1993   | 500 cm³ | Honda    | 14     | –     | 2      | 117    | 8.          |
| 1994   | 500 cm³ | Honda    | 13     | –     | 3      | 144    | 6.          |
| 1995   | 500 cm³ | Honda    | 13     | 1     | 6      | 166    | 4.          |
| 1996   | 500 cm³ | Honda    | 15     | 2     | 11     | 245    | 2.          |
| 1997   | 500 cm³ | Honda    | 10     | 2     | 6      | 172    | 4.          |
| 1998   | 500 cm³ | Honda    | 14     | 2     | 7      | 198    | 3.          |
| 1999   | 500 cm³ | Honda    | 16     | 6     | 10     | 267    | Weltmeister |
| 2000   | 500 cm³ | Honda    | 16     | 1     | 2      | 122    | 9.          |
| 2001   | 500 cm³ | Honda    | 15     | –     | 2      | 120    | 8.          |
| Gesamt | Gesamt  | Gesamt   | 193    | 20    | 66     | 2012   | 2 WM-Titel  |